# Ján Kozák starší
Ján Kozák (* 17. dubna 1954 Matejovce nad Hornádom) je bývalý československý fotbalista a v současnosti fotbalový trenér slovenského reprezentačního A-mužstva. Jeho syn Ján Kozák je fotbalovým záložníkem.
V listopadu 2015 vyšla jeho biografická kniha s názvem Ján Kozák, príbeh futbalového rebela od sportovního publicisty Michala Zemana.

## Hráčská kariéra
Jedná se o odchovance FC Lokomotivy Košice, hrával i za pražskou Duklu. V době své reprezentační kariéry odehrál 55 zápasů, ve kterých za Československo vstřelil 9 gólů. Zúčastnil se Mistrovství Evropy ve fotbale 1980 a Mistrovství světa ve fotbale 1982.

## Trenérská kariéra
Největší část své trenérské kariéry prožil v klubu 1. FC Košice. S Košicemi se v sezóně 1997/98 probojoval do hlavní fáze Ligy mistrů, což se podařilo prvnímu slovenskému mužstvu. Trenérem MFK byl od roku 2005.
Je znám i svojí bouřlivou povahou. V poločasu zápasu 3. kola Corgoň ligy 2009/2010 proti FC Nitra (0:1) napadl soupeřova trenéra brankářů Igora Mesároše, čímž mu způsobil zranění s dobou léčby 4 týdny.
V srpnu 2013 byl vybrán za trenéra slovenského reprezentačního A-mužstva, nahradil dvojici Stanislav Griga a Michal Hipp. U národního týmu debutoval 14. srpna 2013 v přátelském střetnutí s domácím Rumunskem, který skončil remízou 1:1. 6. září 2013 přišla premiéra v soutěžním střetnutí na stadionu Bilino Polje v Zenici proti domácí Bosně a Hercegovině, která skončila výsledkem 1:0 pro slovenský tým (což byla zároveň první porážka bosenského týmu v tomto kvalifikačním cyklu). Toto vítězství také znamenalo uchování určité naděje na postup Slovenska na MS 2014 v Brazílii, která se ale později rozplynula.
V kvalifikaci na EURO 2016 měl jeho tým výborný vstup, Slovensko zdolalo venku Ukrajinu a poté v říjnu i úřadující mistry Evropy Španěly, kterým navíc utlo sérii 36 zápasů bez prohry v kvalifikaci (celkem 8 let). Následně porazilo i Bělorusko a Makedonii zakončilo tak kalendářní rok 2014 s plným počtem 12 kvalifikačních bodů. S týmem vybojoval postup na EURO 2016 ve Francii, což byl historicky první postup slovenské reprezentace na evropský šampionát.

## Úspěchy

### Hráčské
- mistr Československa: 1982
- Československý pohár: 1977, 1979, 1981
- Mistrovství Evropy: 3. místo: 1980
- Nejlepší fotbalista ČSSR: 1981

### Trenérské
- 1. slovenská fotbalová liga: 1997 a 1998
- Slovenský fotbalový pohár: 2009
- postup se slovenskou reprezentací na EURO 2016 ve Francii[10]